# 白山神社 (小田原市)

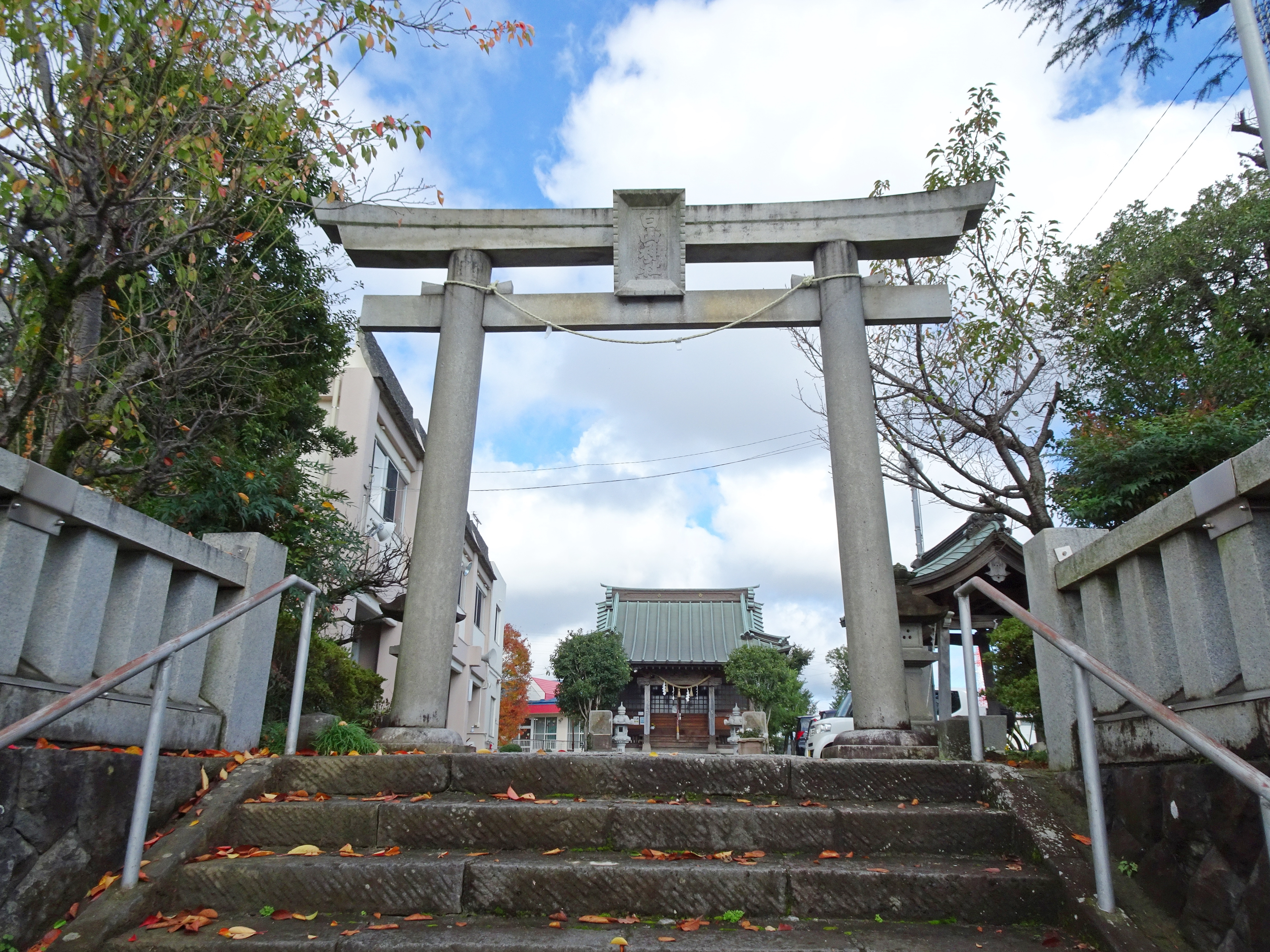
鳥居

白山神社（はくさんじんじゃ）は、神奈川県小田原市扇町にある神社。現地名・旧地名を冠して扇町白山神社（おうぎちょうはくさんじんじゃ）、多古白山神社（たこはくさんじんじゃ）とも称される。

## 概要
小田急線足柄駅と大雄山線五百羅漢駅、及び玉宝寺（五百羅漢）と市立白山中学校の間に挟まれる形で鎮座している。西脇には多古（たこ）公民館があり、境内が地域活動の場としても利用されている。
創建は不詳だが、江戸時代には白山信仰（白山権現信仰）の白山社が、多古（たこ）村の鎮守として存在していたこと記録されている。
明治6年（1873年）に白山神社と改称、村社に列格される。大正4年（1915年）に神饌幣帛料供進神社に指定。
10月の例大祭などで披露される太鼓・小田原囃子（おだわらばやし）は、県の無形民俗文化財に指定されている。

## 祭神
- 伊弉冉尊